# Sant'Orsola Terme
Sant'Orsola Terme (Oachpergh in mocheno) è un comune italiano di 1 136 abitanti della provincia autonoma di Trento.

## Geografia fisica
Capoluogo della valle dei Mocheni, è situato sulla sponda orografica destra del torrente Fersina e costituito da due agglomerati principali (Sant'Orsola e Mala), più numerosi masi sparsi sul territorio comunale sul fianco nordorientale del monte Costalta, che lo separa dall'altopiano di Piné. Il territorio è delimitato dal torrente Fersina a sud-est, dallo spartiacque del Costalta a nord-ovest e dal passo Redebus a nord. Si estende su poco più di 15 km².

## Storia

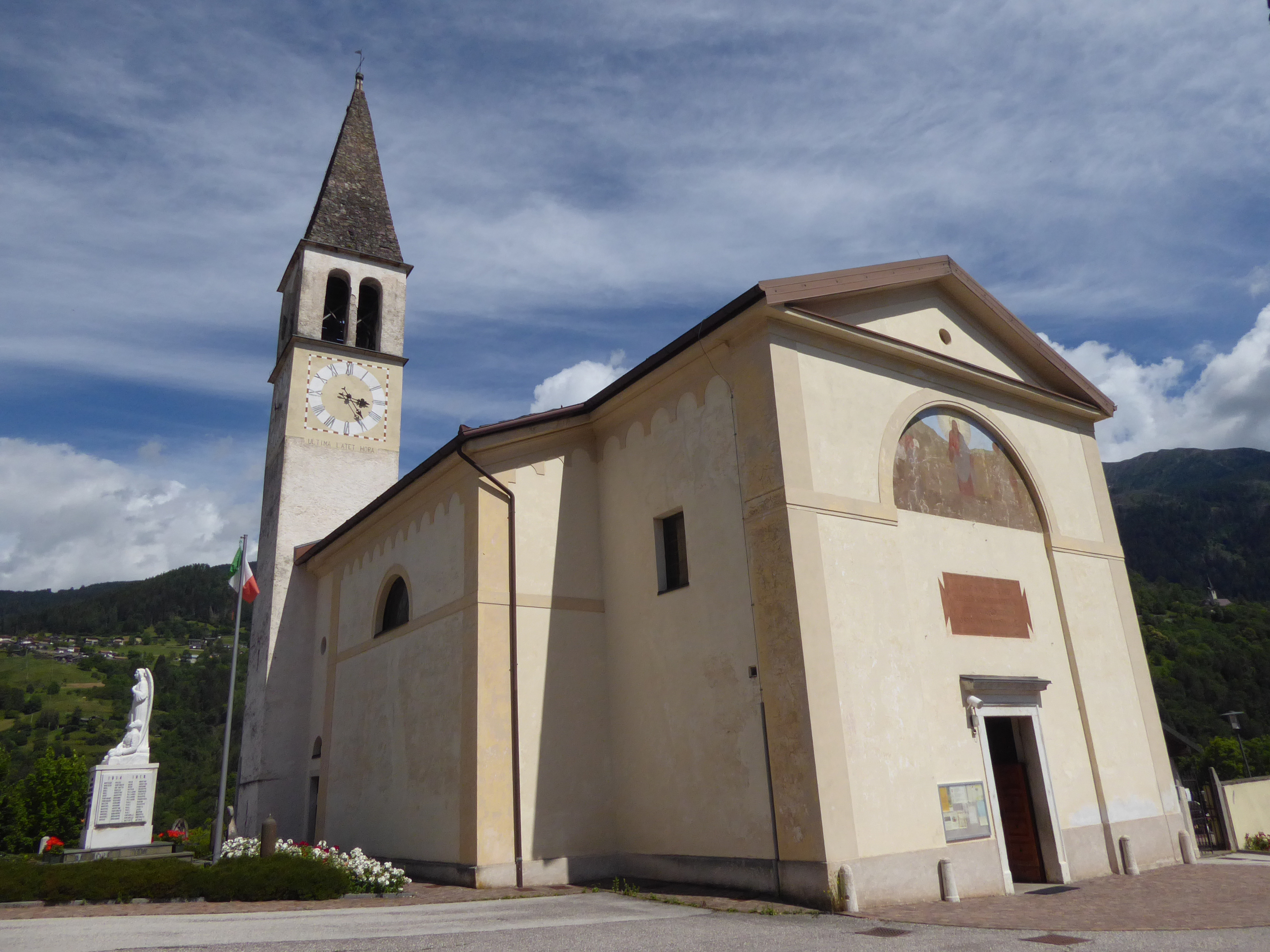
La chiesa di Sant'Orsola, santa la cui venerazione è di origine germanica e venerata anche in altri paesi della provincia.

Come il resto della valle, il territorio di Sant'Orsola fu oggetto intorno all'anno Mille di una vasta immigrazione di coloni dall'area germanica, che diedero vita, come in altre parti del Trentino orientale, a masi sparsi in tutta la vallata. Nel 1408 veniva edificata la chiesa dedicata all'omonima santa. Quest'ultima costruzione, oltre ad un'ulteriore immigrazione di coloni provenienti soprattutto dalla Germania meridionale a causa dell'attività mineraria, iniziò un processo di aggregazione dei masi intorno alla chiesa che diede vita, col tempo, all'abitato principale oggi esistente.
Il territorio seguì le vicende storiche del principato vescovile di Trento e, nel 1818, divenne comune autonomo, che venne nuovamente confermato a seguito dell'annessione del Trentino all'Italia, dopo la fine della Prima guerra mondiale, nel 1919.
Nel 1929 e fino al 1947 i comuni della valle dei Mocheni vennero accorpati al comune di Sant'Orsola, tranne Viarago, accorpato a Pergine Valsugana. La seconda guerra mondiale vide il fenomeno degli optanti anche nella valle, per quanto riguardava gli abitanti di lingua mochena.
Nei primi anni Settanta veniva dato impulso alla produzione locale di piccoli frutti, che ha dato origine alla cooperativa agricola Sant'Orsola, tra i leader italiani nella commercializzazione degli stessi.

### Simboli
Stemma
Lo stemma è stato concesso con regio decreto del 5 febbraio 1930 e ratificato con RR.LL.PP. il 3 gennaio 1931.
Gonfalone
Il gonfalone è stato adottato con D.G.P. del 1º marzo 1991, n. 1757.

## Monumenti e luoghi d'interesse

### Architetture religiose
- Chiesa di Sant'Orsola
- Chiesa di San Michele Arcangelo nella frazione di Mala

## Società

### Evoluzione demografica
Abitanti censiti

### Variazioni
La circoscrizione territoriale ha subito le seguenti modifiche: nel marzo 1929 aggregazione di territori dei soppressi comuni di Fierozzo, Frassilongo e Palù; nel giugno 1929 aggregazione di Mala, distaccata dal comune di Pergine Valsugana; nel 1948 distacco di territori per la ricostituzione dei comuni di Fierozzo, Frassilongo e Palù; nel 1986 cambio di denominazione da Sant'Orsola a Sant'Orsola Terme.

### Ripartizione linguistica
La sua popolazione, secondo il censimento del 2021, è per il 87,0% di lingua italiana e per il 13,0% di lingua mòchena.

## Cultura

### Musei
- Museo Pietra Viva nella località Stefani

## Geografia antropica

### Frazioni e località

#### Mala
Mala è l'unica frazione del comune di Sant'Orsola Terme. Sorge a 792 metri sul livello del mare, dista 3 km dal capoluogo comunale e conta 131 abitanti. Fino al 1929 Mala è stata frazione del vicino comune di Pergine Valsugana.

## Amministrazione
| Periodo | Periodo   | Primo cittadino   | Partito      | Carica  | Note |
| ------- | --------- | ----------------- | ------------ | ------- | ---- |
| 2005    | 2015      | Damiano Fontanari | lista civica | Sindaco |      |
| 2015    | 2020      | Ivano Fontanari   | lista civica | Sindaco |      |
| 2020    | in carica | Andrea Fontanari  | lista civica | Sindaco |      |